# Alveolaar

Alveolaar

Alveolaar of alveolair betekent in de fonetiek de vorming van een klank door de tong met de bovenste tandkas of superieure alveolare rand (Lat. alveolus = 'uithollinkje') contact te laten houden. Afhankelijk van de druk waarmee dit wordt gedaan en van de bijkomende kromming van de tongpunt en van de mate van doorlaten van lucht, zal de geproduceerde klank dan gaan van een zachte /l/, /n/ over /d/, /dh/, /th/, /t/ naar tong /r/ of /s/ en /z/.